# Subarnarekha
Die Subarnarekha (auch Subernarekha oder Swarnarekha) ist ein Fluss im Osten von Indien, der in den Golf von Bengalen mündet.
Die Subarnarekha entspringt auf etwa 610 m Höhe auf der Chhotanagpur-Hochfläche nahe dem Dorf Nagri im Distrikt Ranchi in Jharkhand. Sie fließt anfangs in östlicher Richtung an der Großstadt Ranchi vorbei. Dabei durchfließt sie die Stauseen der Dhurwa- und Getalsud-Talsperre. Nach etwa 90 km wendet sich der Fluss nach Süden. Der Kanchi mündet rechtsseitig in die Subarnarekha. Später wird der Fluss von der Chandil-Talsperre aufgestaut. Der Karkari mündet von Westen kommend in den Stausee. Bei Jamshedpur mündet der Kharkai von rechts kommend in den Fluss. Die Subarnarekha setzt ihren Kurs in südöstlicher Richtung fort und durchschneidet die nordöstlichen Ausläufer der Ostghats. Sie verläuft nun unweit der Grenze zwischen Odisha und Westbengalen. Kurz vor der Mündung passiert sie die Kleinstadt Jaleswar.
Die Subarnarekha hat eine Länge von 446 km. Sie entwässert ein Areal von 19.277 km². Davon liegen 13.222 km² in Jharkhand, 2983 km² in Odisha und 3022 km² in Westbengalen.